# Hermann Köhler (Widerstandskämpfer)
Hermann Köhler (* 23. April 1906 in Odrau, Österreich-Ungarn; † 17. April 1945 im KZ Mauthausen), in der Partei als Konrad Hermes bekannt, war ein österreichischer Kommunist und Widerstandskämpfer gegen den Nationalsozialismus.

## Leben und Werk
Köhler erlernte den Beruf des Tischlers und trat bereits Anfang der zwanziger Jahre dem Kommunistischen Jugendverband Österreichs (KJV) bei. 1924 war er dessen Obmann in Wien-Leopoldstadt, später Vertreter des KJV in der Kommunistischen Jugendinternationale (KJI). 1930 wurde Hermann Köhler nach Moskau berufen, um eine Zeitlang in der Jugendinternationale mitzuarbeiten. Von 1931 bis 1933 studierte er an der Internationalen Lenin-Schule in Moskau und war Mitglied des internen Geheimdienstes (OMS) der Komintern. Seine Freundin Charlotte Binder, Studentin der Geschichte und ebenfalls Kommunistin, unterstützte Köhler bereits in Wien bei der politischen Arbeit, schrieb Flugblätter und stellte Schulungsprogramme zusammen. Sie gab ihr Studium auf und folgte ihrem Freund im Juli 1931 nach Moskau, ebenso ihre Freundin Gerti Schindel, die mit dem kommunistischen Funktionär Anton Reisinger liiert war. Gemeinsam bezogen Köhler und Binder ein Zimmer im Hotel Lux, in dem zu jener Zeit zahlreiche Führungsmitglieder der Kommunistischen Internationale, vor allem deutsche Emigranten, leben. 1932 wurde er für einige Zeit nach Lettland entsandt, Binder blieb in Moskau.
1934 kehrte Köhler nach Wien zurück, bekleidete die Funktion eines Sekretärs des KJV und wurde am 12. Parteitag der KPÖ im September 1934 zum Mitglied des Zentralkomitees gewählt. Am 7. Weltkongress der Komintern 1935 war er einer der österreichischen Delegierten, den Anschluss Österreichs 1938 erlebte er in Wien. „Zusammen [schauen Binder und Köhler] aus einem Kaffeehaus dem Geschehen auf der Strasse ohnmächtig zu.“ Binder emigrierte in die Schweiz, Köhler ging wiederum nach Moskau und betreute dort politische Flüchtlinge aus Österreich, vor allem Schutzbündler.
Die Führung der KPÖ, die ab Oktober 1939 in Moskau tätig war, erachtete es als notwendig, aktiv selbst den Widerstandskampf gegen das NS-Regime zu unterstützen. Daher schickte man mehrmals auch ZK-Mitglieder, die bereit waren, diesen Auftrag auszuführen, nach Österreich. Köhler wurde gemeinsam von der Funkerin Emilie Boretzky von einem Flugzeug der Roten Armee am 24. Februar 1943 bei Wimpassing an der Leitha mit dem Fallschirm abgesetzt, um den illegalen Widerstandskampf zu organisieren. Zu diesem Zeitpunkt hatte die Gestapo bereits Kenntnis von ihrer Ankunft, Boretzky und Köhler wurden rund einen Monat später verhaftet. Er war massiver Folter ausgesetzt, bevor man ihn ins KZ Mauthausen schickte. Knapp vor dem Ende des NS-Regimes 1945 wurde Köhler dort „in dem Raume, der im Krematorium für die Exekutionen bestimmt war, durch Maschinenpistolenschüsse getötet.“ Als ihm der Lagerkommandant mitteilte, dass er nunmehr hingerichtet werde, soll er gesagt haben: „Ich bin bereit.“

## Gedenken
1948 wurde an Hermann Köhler in dem von der KPÖ herausgegebenen Buch Unsterbliche Opfer. Gefallen im Kampf der Kommunistischen Partei für Österreichs Freiheit erinnert. Er war einer der zwölf Helden des Zentralkomitees, allesamt Opfer des NS-Regimes, die im Nachkriegs-Mitgliedsbuch der Kommunistischen Partei Österreichs abgebildet wurden.
Sein Name findet sich auf einer Gedenktafel für zwölf Zentralkomiteemitglieder, die anlässlich des 14. Parteitages der KPÖ (1948) im damaligen Haus des Zentralkomitees (9., Wasagasse 10, heute Gymnasium Wasagasse) enthüllt wurde und sich danach im Haus der KPÖ Wien 10, später Ernst-Kirchweger-Haus, 10., Wielandgasse 2–4, befand.